# Thomas Coke, 1:e earl av Leicester (1697–1759)
Thomas Coke, 1:e earl av Leicester, född den 17 juni 1697, död den 20 april 1759, var en förmögen  engelsk godsägare och mecenat. Han är känd som byggherre till Holkham Hall i norra Norfolk. 
Som ung man genomförde Coke en sexårig grand tour, från vilken han återvände till England våren 1718. Under vistelsen utomlands lärde han (i Rom 1715) känna Richard Boyle, 3:e earl av Burlington, den aristokratiske arkitekten som stod i spetsen för den palladianska förnyelserörelsen i England, och William Kent. Båda kom sedan att anlitas vid bygget av hans herrgård vid Holkham, som skulle hysa den stora konstsamling han hade med sig hem från sina resor. 
År 1717 köpte Coke den efter honom uppkallade Codex Leicester, som innehåller några teckningar av Leonardo da Vinci. Mellan 1722 och 1728 satt han i underhuset. Coke, som hade upphöjts till earl av Leicester 1744, dog 1759, fem år innan bygget var avslutat. Leicester överlevde sin ende son och därför ärvdes Holkham av hans systerson Wenman Coke och senare av dennes son Thomas.